# 蹇锡高
蹇锡高（1946年1月6日—），重庆人，有机高分子材料专家，中国工程院院士，大连理工大学教授、高分子材料研究所所长。

## 履历[1]
- 1969年，于大连工学院本科毕业。
- 1981年，于大连理工大学获得硕士学位。
- 1988年至1990年，留学加拿大麦吉尔大学。
- 2013年，当选中国工程院院士。